# Kadsura scandens
Kadsura scandens är en tvåhjärtbladig växtart som först beskrevs av Carl Ludwig von Blume, och fick sitt nu gällande namn av Carl Ludwig von Blume. Kadsura scandens ingår i släktet Kadsura och familjen Schisandraceae. Inga underarter finns listade.